# توم فاريل (عداء المسافات المتوسطة)
توم فاريل (بالإنجليزية: Tom Farrell)‏ هو عداء مسافات متوسطة أمريكي، ولد في 1944 في نيويورك في الولايات المتحدة.

## وصلات خارجية
- توم فاريل على موقع الاتحاد الدولي لألعاب القوى (الإنجليزية)
- توم فاريل على موقع اللجنة الأولمبية الدولية (الإنجليزية)
- توم فاريل على موقع أوليمبيديا (الإنجليزية)